# New school (tatuaggio)

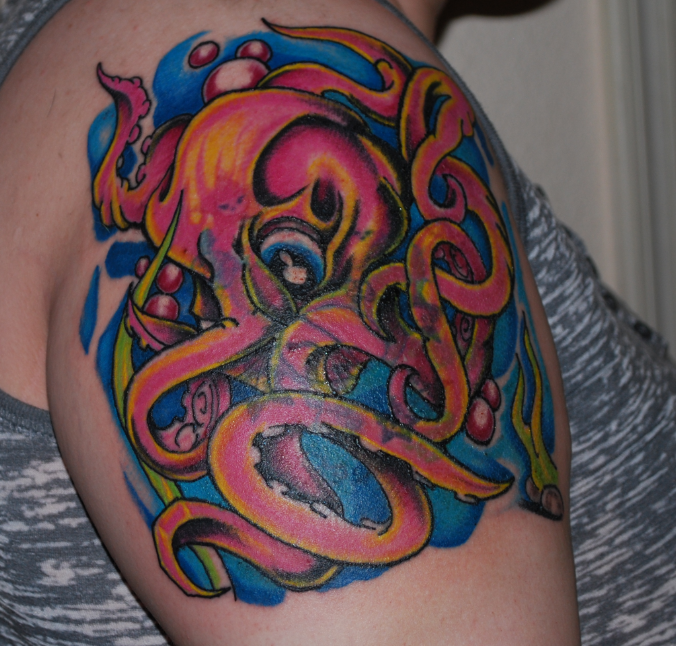
Un polpo in stile new school.

Il new school è uno stile di tatuaggio nato negli anni settanta del XX secolo, influenzato da alcune caratteristiche del tatuaggio old school statunitense. Lo stile è spesso caratterizzato dall'uso di contorni pesanti, colori vivaci e rappresentazioni iperboliche del soggetto.

## Origine
Ci sono più ipotesi sulla nascita di questo stile di tatuaggio. Alcuni pensano che qualche tatuatore californiano iniziò a sperimentare questo stile già negli anni '70, includendo soggetti come attori famosi, personaggi Disney e persino la USS Enterprise di Star Trek. Si ritiene che in questo periodo le proposte dei soggetti da tatuare provenissero più dalle richieste dei clienti stessi che dall'ispirazione dei tatuatori.
Altri resoconti collocano la nascita del tatuaggio new school alla fine degli anni '80 e degli anni '90. Il tatuatore Marcus Pacheco è un artista riconosciuto per aver reso popolare sin dall'inizio questo stile di tatuaggio.

## Caratteristiche
Il tatuaggio news school incorpora elementi di molte tradizioni del tatuaggio, tra cui l'irezumi, l'old school e la pop art. È simile al tatuaggio old school, in quanto entrambi generalmente impiegano contorni pesanti. In contrasto con la tavolozza ristretta dell'old school, tuttavia, i tatuaggi new school usano spesso una gamma di colori brillanti. I tatuaggi new school non sono realistici, in quanto esagerano i dettagli del soggetto; possono essere accostati agli stili visti nei cartoni animati, nell'arte dei graffiti e nei temi visti nella cultura hip hop, come bordi frastagliati e lettere a bolle.
Si ritiene inoltre che il tatuaggio new school rappresenti una transizione nell'atteggiamento degli artisti verso la condivisione di informazioni sul proprio lavoro e sulle proprie tecniche. La conoscenza delle tecniche del tatuaggio old school era spesso protetta dagli artisti stessi durante gli anni '70 e '80 per paura di perdere affari a causa della concorrenza. Tuttavia, ciò significava anche che l'innovazione era soffocata nella segretezza presente nella comunità dei tatuatori. Gli artisti news school erano più aperti: questo spiega perché c'è stata una certa tensione tra i tatuatori più vecchi e quelli più recenti. I tatuatori "tradizionali" osservano che "il tatuaggio ha perso parte del suo fascino", mentre i tatuatori più recenti considerano questa apertura un progresso.